# معاون فرماندار واشینگتن
معاون فرماندار واشینگتن مقامی انتخابی در ایالت واشینگتن آمریکا است. دارندهٔ کنونی این مقام سیروس حبیب، از اعضای حزب دموکرات است که دورهٔ خود را در ژانویه ۲۰۱۷ شروع کرد. معاون فرماندار به عنوان رئیس سنای ایالتی واشینگتن فعالیت می‌کند، و هرگاه فرماندار ایالت را ترک کند یا قادر به انجام وظیفه نباشد، به عنوان کفیل فرمانداری فعالیت می‌کند، و در صورتی که فرماندار از کار کنار رود، معاون به فرمانداری می‌رسد.
تا کنون ۱۶ نفر عهده‌دار این مسئولیت بوده‌اند، که سه تا از آنها به منصب فرمانداری واشینگتن رسیده‌اند.